# Kál
Kál is een plaats (nagyközség) en gemeente in het Hongaarse comitaat Heves. Kál telt 3752 inwoners (2001).